# Portland Canal
Portland Canal – wąski fiord o długości około 160 km w Ameryce Północnej. Jego środkiem biegnie granica pomiędzy Stanami Zjednoczonymi (stan Alaska) a Kanadą (prowincja Kolumbia Brytyjska).
Portland Canal stanowi odgałęzienie Portland Inlet. Na jego końcu znajdują się miejscowości Stewart (Kanada) oraz Hyder (USA).
Fiord został odkryty i nazwany w 1793 roku przez George'a Vancouvera dla uczczenia Wiliama Cavendisha Bentincka, księcia Portland. Nazwa zatoki w języku zamieszkujących go Indian Nisga’a brzmi K'alii Xk'alaan.